# Sim Sitkin
Sim Sitkin är en forskare och föreläsare vid Duke University, North Carolina, USA. Han forskar inom ledarskap och organisationsteori. Han har varit med och grundat tidskriften Behavioral Science and Policy, varit chefredaktör för Organization Science, samt suttit i redaktionen för Journal of Organizational Behavior.
Sitkin har formulerat teorin om intelligent failure, en teori om lärande i organisationer som handlar om hur organisationer skapar organisationskultur och strukturer för att bejaka och lära från sina misstag.